# Асорейра
Асорейра (порт. Açoreira; МФА: [ɐ.su.ˈɾɐj.ɾɐ]) — парафія в Португалії, у муніципалітеті Торре-де-Монкорву. Розташована в північно-східній частині країни, на теренах історичної португальської провінції Трансмонтана. Входить до складу округу Браганса. За адміністративним поділом, чинним до 1976 року, терени парафії були складовою провінції Трансмонтана і Верхнє Дору. Належить до Брагансько-Мірандської діоцезії Католицької церкви. Патрон — Іван Євангеліст. Площа — 23,9803 км². Населення — 524 ос. (2011). Слабо урбанізований регіон. Густота населення — 21,85 осіб/км²
. Код — 040901.

## Населення
| Кількість мешканців | Кількість мешканців | Кількість мешканців | Кількість мешканців | Кількість мешканців | Кількість мешканців | Кількість мешканців | Кількість мешканців | Кількість мешканців | Кількість мешканців | Кількість мешканців | Кількість мешканців | Кількість мешканців | Кількість мешканців | Кількість мешканців |
| ------------------- | ------------------- | ------------------- | ------------------- | ------------------- | ------------------- | ------------------- | ------------------- | ------------------- | ------------------- | ------------------- | ------------------- | ------------------- | ------------------- | ------------------- |
| 1864                | 1878                | 1890                | 1900                | 1911                | 1920                | 1930                | 1940                | 1950                | 1960                | 1970                | 1981                | 1991                | 2001                | 2011                |
| 522                 | 594                 | 531                 | 560                 | 597                 | 494                 | 646                 | 685                 | 711                 | 768                 | 565                 | 631                 | 554                 | 526                 | 524                 |